# توفيق القصير
توفيق بن أحمد بن سعود القصير حصل على الماجستير في الهندسة النووية من جامعة ولاية آيوا ودكتوراه في هندسة مفاعلات الماء الثقيل وهو عضو بعدد من الجمعيات كالجمعية النووية الأمريكية عضو جمعية المهندسين العاملين للبنى الكهربائية عمل مستشاراً لمدينة الملك عبد العزيز للعلوم والتقنية سابقاً وهو عمل أيضاً رئيس لقسم الهندسة النووية بجامعة الملك عبد العزيز ثم رئيس لجنة الدراسات العليا بالهندسة النووية بجامعة الملك سعود. أسس جمعية الإبداع للموهوبين بجامعة الملك سعود.

## سيرته
الجنسية: سعودي، حفيظة النفوس تاريخ 20/8/1388هـ.
تاريخ الميلاد: 1369 هـ، الداهنة، الوشم، المملكة العربية السعودية
الحالة الاجتماعية: متزوج، وله 7 أبناء
المملكة العربية السعودية.
العمل الحالي:المدير العام لمكتب الآفاق المتحدة للاستشارات التقنية والمعلومات.

## الدرجات العلمية
- دكتوراه: هندسة مفاعلات الماء الثقيل-جامعة ولاية أيوا-أمريكا 1982م.
- ماجستير: هندسة نووية-كلية الهندسة-جامعة ولاية أيوا-أمريكا 1978م.
- بكالوريوس: هندسة إلكترونية-كلية الهندسة-جامعة الملك سعود 1976م.

## الوظائف والأعمال الأكاديمية
- رئيس ومؤسس نادي الابتكارات العلمية – جامعة الملك سعود (984-1994).
- رئيس قسم الهندسة النووية، جامعة الملك عبد العزيز (1982-1984).
- أستاذ الهندسة النووية المشارك، برنامج الدراسات العليا، جامعة الملك سعود.
- أشرف وشارك في تحكيم ومناقشة (12) رسالة ماجستير في الهندسة النووية.
- أستاذ زائر في بعض الجامعات ووكالات الطاقة النووية في أوروبا وكندا.

## الوظائف والأعمال التجارية
- مدير عام مكتب الآفاق المتحدة الاستشاري، الرياض، (1988 وحتى الآن).
- رئيس مؤسسة بيت الدولية للتجارة، الرياض، (1992-2002).
- رئيس شركة ألكو القابضة، فانكوفر، كندا، (1995 – 2000).
- رئيس مجلس إدارة الجمعية التعاونية الأهلية بالرياض(1988 – 1999).
- رئيس الندوة العالمية للشباب الإسلامي سابقا (عمل خيري من غير أجر).

## الأعمال الاستشارية
- مستشار المكتب العربي لدول الخليج في موضوع ثقافة الحوار (2006 وحتى الآن).
- مستشار في وزارة الدفاع، المصانع الحربية (سنتين).
- مستشار المديرية العامة للدفاع المدني، في مجال الوقاية من الإشعاع النووي (أربع سنوات).
- مستشار في مدينة الملك عبد العزيز للعلوم والتقنية في مجال الطاقة النووية (ثلاث سنوات).

## عضوية الجمعيات واللجان
- عضو الجمعية الأمريكية النووية.
- عضو الجمعية الدولية لمهندسي الكهرباء والإلكترونيات.
- عضو الجمعية التأسيسية، الهيئة الخيرية الإسلامية العالمية.
- عضو الجمعية العمومية، مؤسسة الملك فيصل الخيرية، الرياض.

## عضوية الوفود الرسمية
- عضو وفد المملكة وممثلا لوزارة التعليم العالي في مؤتمر وزراء خارجية الدول الإسلامية المنعقد في صنعاء –اليمن 1986
- عضو وفد المملكة وممثلا لوزارة التعليم العالي في مؤتمر القمة الإسلامي المنعقد في الدار البيضاء – المغرب 1985
- عضو وفد المملكة وممثلا لوزارة التعليم العالي في مؤتمر وزراء خارجية الدول الإسلامية المنعقد في نيامي – نيجيريا1984

## عضوية مجالس الإدارات
- عضو مجلس إدارة شركة يو إس للنفط والغاز، كندا.
- عضو مجلس إدارة شركة بلو ستار للبطاريات، كندا (سابقا).
- عضوية مجلس إدارة شركة كانيشيا لتوليد الطاقة الكهربائية، كندا.
- عضو مجلس إدارة شركة تقنيات كلين إير، أمريكا (سابقا).
- رئيس مجلس إدارة شركة «آسيا للاستثمار والتطوير».

## الأبحاث المنشورة
أكثر من 48 بحثا علميا في مجال الهندسة النووية والوقاية من الإشعاع، منشورة في المجلات العلمية المتخصصة.

## PUBLICATIONS
1-	T.A. AL-Kusayer : Transfer of the Advanced Technology to Saudi Arabia, Proceedings of First Saudi Engineers Conference, KAU, Jeddah, Vol. 3, PP. 218–226, May 1983.
2-	T.A. AL-Kusayer : Loss of Coolant Accident in CANDU-PHWR, 8th International Nathiagali Conference, PAEC, Islamabad, July 1983, (invited paper).
3-	T.A. AL-Kusayer : Availability of the ECCS of CANDU-PHWR, 8th International Nathiagali Conference, PAEC, Islamabad, Jul 1983, (invited paper).
4-	T.A. AL-Kusayer : Assessment of Fueling Machine Failure of CANDU-PHWR, 8th International Nathiagali Conference, PAEC, Islambad, July 1983, (invited paper).
5-	T.A. AL-Kusayer, S. Sahin : Natural Uranium Hybrid Blankets, for AYMAN Project, Proc. 6th Int. Conf. Alternative Energy Sources, Miami Beach, Florida, pp. 384, Dec. 1983.
6-	T.A. AL-Kusayer : The Effects of Nuclear Explosion and Methods of Protection, Radiation Protection Conference, KAU, Jeddah, Feb. 1984.
7-	T.A. AL-Kusayer، S. Shin : Advanced Nuclear Fuel Production by using Fision – Fusion Hybrid Reactor, Research Center, College of Engineering, KSU, Project 16/404, Riyadh, 1984.
8-	S. Sahin, T.A. AL-Kusayer : Examination of the Radiation Protection Capability of different Types of Battle Tanks Against Neutron Bomb Research Center, College of Engineering, KSU, Project 17/404, Riyadh, 1984.
9-	T.A. AL-Kusayer، S. Sahin, A. Drira : Coupled 30 Neutrons – 12 Gamma Ray Group Gross Sections with Retrieval Programs for Radiation Transport Calculations, Oak Ridge National Laboratory, RSIC, 1984.
10-	T.A. AL-Kusayer : Unavaliability Assessment of the Emergency Core Cooling System of CANDU-PHWR, Trans. Am. Nucl. Soc., 47, pp. 330–332, 1984.
11-	S. Sahin, T.A. AL-Kusayer, M. Al-Samair, M. Abdul Raoof: Neutronic Investigations of Experimental AYMAN Hybrid Blankets, Trans. Am. Nucl. Soc. 47, pp. 151–153, 1984.
12-	T.A. AL-Kusayer : Reliability Assessment of the Fueling Machine of CANDU-PHWR, Atomkernenergie / Kerntechnik, Vol. 46, No.1, pp. 20–24, 1985.
13-	T.A. AL-Kusayer : Availability of the Emergency Core Cooling System of a CANDU pressurized Heavy Water Reactor Following a Small Los – of – Coolant Accident, NUCLEAR TECHNOLOGY, Vol. 69, No.3, pp. 293 – 307, 1985.
14-	T.A. AL-Kusayer : Investigation of the Fueling Machine Availability of CANDU – PHWR, Trans. AM. Nucl. Soc., 49, pp. 296–297, 1985.
15-	S. Sahin, T.A. AL-Kusayer، M. Abdul Raoof: Neutronic Performance of (D,D) Driven Experimental Thorium Hybrid Blankets, Trans. Am. Nucl. Soc., 49, pp. 102–104, 1985.
16-	S. Sahin, T.A. AL-Kusayer، M. Abdul Raoof: Optimization of the Neutron Multiplier of Experimental AYMAN Hybrid Blankets with the thO2, 6th Annual Conference of Canada Nuclear Society, Ottawa, pp. 5.10-5. 18, June 1985.
17-	T.A. AL-Kusayer : A proposal for Transfer of the Nuclear Technology to Saudi Arabia, Transaction of ICONTT III, Madrid, pp. 186–188, Oct. 1985.
18-	S. Sahin, T.A. AL-Kusayer : Research Activities on Advanced Reactor at the King Saud University, Transaction of ICONTT III, Madrid, pp. 46–48, Oct. 1985.
19-	T.A. AL-Kusayer, H.A. Abaoud, Y.N. Chen: A Study for Different Non-Destructive Techniques to Measure Irradiated Fuel Burn-Up, Trans. Am. Nucl. Soc., 50, pp. 158–159, 1985.
20-	T.A. AL-Kusayer : Radiation Shielding Capability of Desert Sand and Asphalt, Proceedings of the Second Saudi Engineers Conference, UPM, Vol., pp. 222–241, Dhahran, Nov. 1985.
21-	S. Sahin, T.A. AL-Kusayer : Investigation of Radiation Proection Cabaility of the Saudi Sand, Research Center, College of Engineering, KSU, Project 9/405, Riyadh, 1985.
22-	S. Sahin, T.A. AL-Kusayer : Evaluation of Hybrid Reactor with Constant Power Generation, Research Center, College of Engineering, KSU, Project 10/405, Riyadh, 1985.
23-	S. Sahin, T.A. AL-Kusayer : Conceptual Design Studies of a Cylindrical Exprimental thO2 Hybrid Blankets with (D,D) Driver, ATOMKERNENERGIE/KERNTECHNIK, Vol. 47, No. 4, pp. 259–266, 1985
24-	T.A. AL-Kusayer, S. Sahin: Safeguard Aspect of Cm-244 as Multiplier in Cylindrical Hybrid Blankets, Trans. Am. Nucl. Soc., 52, pp. 269–271, 1986.
25-	T.A. AL-Kusayer : Assessment of the Radiation Protection Capability of Desert Sand Against Fusion Neutrons, ATOMKERNENERGIE/KERNTECHNIK, Vol. 49, No. ½, pp. 100–103, 1986.
26-	S. Sahin, T.A. AL-Kusayer، M. Abdul Raoof : Preliminary Design Studies of a Cylindrical Exprimental Hybrid Blanket with Deuterium – Tritium Driver, FUSION TECHNOLOGY, Vol. 10, No. 1, pp. 84–99, 1986.
27-	T.A. AL-Kusayer, S. Sahin, M. Abdul Raoof : Neutronic Analysis of Fusion – Fission (Hybrid) Blanks RADIATION EFFECTS, Vol. 92, No. 4, pp. 159–162, 1986.
28-	S. Sahin, T.A. AL-Kusayer: Power Flattening in Hybrid Blankets, 4th International Conferenceon Emergency Nuclear Energy Systems, Madrid, June 1986.
29-	T.A. AL-Kusayer : The Susceptibility of Communication Satellites to Nuclear EMP, Proceedings of ARABSAT Symposium, Riyadh, pp. 386–394, Sept. 1987.
30-	T.A. AL-Kusayer, A.N. Al-Haj : Measurement of Natural Radiation Background Level of Riyadh City, Trans. Am. Nucl. Soc., 55, pp. 87–89, 1987.
31-	T.A. AL-Kusayer, P.S.Pei, A.A. Al-Hbaib : Boiling Studies of Nuclear Fuel Surface Using Hot Path Quenching Technique, Trans. Am. Nucl. Soc., 55-pp. 742–744, 1987.
32-	T.A. AL-Kusayer : Asphalt as Biological Shielding Against Fusion Neutrons, Miami International Conference on Alternative Energy Sources, 8, pp. 531–536, 1987.
33-	T.A. AL-Kusayer : Cm-244 as Multiplier and Breeder in AYMAN Cylindrical Hbrid Blankets, The International Conference Symposium on Fusion Nuclear Technology, Tokoyo, ISFNT, MI-19, pp. 123, April 1988.
34-	T.A. AL-Kusayer : Evaluation of the Protection Capability of the Saudi Sand and Asphalt Against Fast Neurton and Gamma, King Abdulaziz City for Science and Technology, KACST # AR-7-064, Final Report Riyad, 1988.
35-	T.A. AL-Kusayer : CM-244 as Multiplier and Breeder in a THO2 Hybrid Blankets of Deuterium – Tritium Driven Source, JOURNAL OF ENGINEERING SCIENCES, Vol. 2, No.1, pp. 1–14, 1990. 1989.
36-	T.A. AL-Kusayer : Investigation of the Radiation Shielding Capacity of Asphalt and Sand for Fast Neutron Sourcs, Journal of Engineering Sciences, Vol. 4, No. 12, 1991.
37-	T.A. AL-Kusayer : The Susceptibility of Communication Satellites of the Nuclear Electromagnetic Pulse, Journal of Engineering Sciences, Vol. 6, No. 14, 1991.
38-	T.A. AL-Kusayer : The Nation and the Technology Issue, (in Arabic), Resalt Al-Khaleej Al-Arabi, Issue No. 37, 1991.
39-	T.A. AL-Kusayer : Computer Security and Viruses Threat, (in Arabic), Security Journal, to be published 1992.
40-	T.A. AL-Kusayer : Methods of developing National Capabilities to Transfer Advanced Technology, (in Arabic) Third Saudi Engineers Conference, Riyadh, Feb. 1991.
41-	T.A. AL-Kusayer : Inforamtion 1991 (Arabic), 800 Pages Book, United Horizons Office, Riyadh 1992.
42-	T.A. AL-Kusayer : To the Edge of the Twenty First Century (Arabic), United Horizions Office, Riyadh 1993.
43-	T.A. AL-Kusayer : Information 1994-1995, 950 pages Book, UHO, Riyadh, 1994 (in Arabic).
44-	S. H. Bakry and T.A. AL-Kusayer: The Interaction between Information and Arabic Language : an Integrated view and Futute Plan, Conference on Information technology and the Arabic Language, King Abdulaziz Foundation, Casablanca, Moroco, Dec. 1993, (in Arabic).
45-	S. H. Bakry and T.A. AL-Kusayer : Information in Arabic Dictionaries, 2nd Computer Arabization Symposium, King Saud Univ., Riyadh, April 1994 (in Arabic).
46-	S. H. Bakry and T.A. AL-Kusayer : A Sttategic Formulation for Studying Technological Development (Arabic), Fouth Saudi Engineers Conference, Jeddah, Nov. 1995.
47-	S. H. Bakry and T.A. AL-Kusayer : For the Interaction of International Technology, submitted for publication to the IEEE Engineering Management Journal, Oct. 1998.

## المحاضرات العامة
أكثر من 65 محاضرة عامة داخل وخارج المملكة

## الندوات العامة
تنظيم أكثر من 10 ندوات في مواضيع مختلفة في كل من القاهرة وعمان:
1. ندوة آفاق مستقبلية للشباب في ضوء [[أحداث سبتمبر]]، القاهرة, نوفمبر 2006م
2. ندوة أثر الانتفاضة على مستقبل السلام بين العرب وإسرائيل، القاهرة، فبراير 2001م
3. ندوة العولمة والعالم العربي، القاهرة، مايو 2000م
4. البطالة في الوطن العربي، القاهرة، مايو 1999م
5. التسلح والأمن القومي العربي، القاهرة، ديسمبر 1998م
6. البحر الأحمر والأمن القومي العربي، عمان، ديسمبر 1997م
7. إيران والعالم العربي، القاهرة، أبريل 1996م
8. أمن الخليج في ظل النظام الدولي الجديد، القاهرة، أبريل 1995م
9. التنافس الدولي والإقليمي في منطقة آسيا والقوقاز، القاهرة، يونيه 1994م
10. النظام الدولي الجديد وتحديات العالم العربي، القاهرة، يونيه 1993م

## الحوار الوطني
- عضوية اللقاء الخامس للحوار الوطني، نحن والآخر، أبها. 11-13 ذي القعدة 1426 هـ
- نشر 7 مقالات، تأملات في الحوار الوطني، جريدة الرياض 1-27 ذي الحجة 1426.

## المقالات والمقابلات
عشرات المقالات والمقابلات المنشورة في المجلات والصحف وعشرات المقابلات الإذاعية، وبعض المقابلات في الفضائيات العربية، منها مؤخرا:
- المسلمون والتقدم التقني، برنامج دنيا ودين، على الهواء مباشرة، القناة الأولى، الرياض، المملكة العربية السعودية، 15 ذوالقعدة 1423هـ.
- الإسلام وحوار الحضارات، برنامج دين ودنيا، على الهواء مباشرة، القناة الأولى، الرياض، المملكة العربية السعودية, 29 صفر1424هـ.
- المسلمون.. آمال وتحديات، برنامج ساعة حوار، على الهواء مباشرة، قناة المجد الفضائية، دبي، الإمارات العرية المتحدة، 15 ربيع الثاني 1424هـ.
- العالم الإسلامي- نظرة مستقبلية، برنامج ساعة حوار، قناة المجد الفضائية، 23 ربيع ثاني 1427هـ.

## المحاضرات العامة والنشاطات الثقافية
1. دور الشباب في توحيد الأمة، المؤتمر الإسلامي العالمي، كوالالمبور، ماليزيا، مارس 1986م.
2. تأثير الإشعاع النووي على أجهزة الاتصال اللاسلكية، القوات الجوية، الرياض، أبريل 1986م.
3. نقل التكنولوجيا، محاضرة عامـة، جامعـة الملك سعود، الرياض، رجب 1406 هـ.
4. دور الدفاع المدني في حماية المواطنين ضد الإشعاع النووي، الندوة العلمية السعودية السويسرية في الدفاع المدني والأمن الصناعي، الرياض، أكتوبر 1986م.
5. تطبيقات حديثة للطاقة النووية، كلية الملك عبد العزيز الحربية، الرياض، نوفمبر 1986م.
6. الإبداع والابتكار عند الشباب، المركز الصيفي، جامعة الملك سعود، رمضان 1406 هـ.
7. خطط وبرامج تدريب الشباب المسلم، محاضرة عامة، المؤتمر العالمي لرابطة العالم الإسلامي، مكة المكرمة، صفر 1407 هـ.
8. التقنية.. هل انتقلت إلى العالم الإسلامي، ندوة عامة، مركز الملك فيصل للأبحاث والدراسات الإسلامية، الرياض، ربيع الثاني 1407 هـ.
9. مسئولية المبتعث في اكتساب ونقل التقنية، دورة المبتعثين، الرياض، ربيع الثاني 1408 هـ.
10. المهندس المسلم بين الواقع والأمل المنشود، كلية الهندسة، جامعة الملك سعود، ربيع الثاني 1408هـ.
11. القنبلة الصهيونية أم القنبلة الإسلامية، كلية العلوم، رجب 1408 هـ.
12. جهاد الحجارة في فلسطين، كلية العلوم الإدارية، رجب 1409 هـ.
13. تأثير الانتفاضة على إسرائيل، مركز الدراسات الجامعية للبنات، شوال 1409 هـ.
14. قيام الوحدة الأوربية عام 1992م وأثرها على العالم الإسلامي، النادي الأدبي في الرياض، جمادى الأولى 1410هـ.
15. عالم التسعينيات، نادي الطائي بحائل، المهرجان الثقافي، حائل، رجب 1410 هـ.
16. الوحدة الألمانية ومكانتها في الصراع العالمي، كلية العلوم، جامعة الملك سعود، الرياض– شعبان 1410هـ.
17. الأمة وقضية التقنية، ندوة المستقبل الإسلامي، الجزائرة، شوال 1410 هـ.
18. سقوط الماركسية، كلية العلوم الإدارية، جامعة الملك سعود، الرياض، ذو القعدة 1411هـ.
19. المسلمـون في يوغسلافيا، كلية التربية، جامعة الملك سعود، الرياض، ربيع الثاني 1412هـ.
20. آلية تحقيق واستمرار الدراسات المستقبلية، ندوة مستجدات الفكر الإسلامي والمستقبل، الكويت، شعبان 1412 هـ.
21. نحن والنظام العالمي الجديد، أندية الطلبة السعوديين في بريطانيا وإيرلندا، اليوم الثقافي الأول، ديربن، بريطانيا، نوفمبر 1993م.
22. المسلمون والنظام الدولي الجديد.. آمال.. وشكوك، المؤتمر الإسلامي السنوي الحادي عشر لإتحاد المنظمات الإسلامية في فرنسا، باريس، فرنسا، ديسمبر 1993م.
23. آثار اتفاقيات السلام على العالم العربي، المؤتمر السنوي العام لرابطة الشباب المسلم العربي، شيكاغو، [[الولايات المتحدة الأمريكية، ديسمبر 1994م.]]
24. موقع إعلان دمشق من ترتيبات الأمن بالخليج، ندوة أمن الخليج في ظل النظام الدولي الجديد، القاهرة، جمهورية مصر العربية، مارس 1995م.
25. العرب في مواجهة التحديات، مؤتمر الجنادرية الثقافي، الرياض، مارس 1995م.
26. نحو مشروع قومي عربي لأمن البحر الأحمر، ندوة البحر الأحمر والأمن القومي العربي، عمان، الأردن، ديسمبر 1996م.
27. نحن وتقنيات المعلومات: الحاضر والمستقبل، الغرفة التجارية الصناعية، الرياض، 1999م.
28. الآثار الثقافية للمعلوماتية الواقع ومتطلبات المستقبل، ندوة مستقبل الثقافة في العالم العربي، مكتبة الملك عبد العزيز العامة، نوفمبر 2000م.
29. الشباب والانفتاح السياسي، المؤتمر العالمي التاسع للندوة العالمية للشباب الإسلامي، الرياض، أكتوبر 2002م.
30. آليات الحوار وسبل تفعيلها، ندوة حوار الحضارات، الندوة العالمية للشباب الإسلامي، الرياض، مارس 2003م.

## الكتب المنشورة
- كتاب المعلومات 97-1998، مكتب الآفاق المتحدة، أشرف على فريق العمل، 1997م.
- النظام الدولي الجديد وتأثيره على المنطقة العربية، أشرف على فريق العمل، 1995م.
- كتاب المعلومات94-1995، مكتب الآفاق المتحدة، أشرف على فريق العمل، 1994م.
- على مشارف القرن الحادي والعشرين، رؤية إستراتيجية للمتغيرات الدولية، 1993م.

صدر له حديثاً كتاب فن الاستمتاع من دار وهج الحياة، واحيا حفل توقيعة بالمعرض الدولي للكتاب في الرياض 2009م، عرض بجريدة الرياض يوم الثلاثاء عدد 14866 في هذا الرابط هنا .

## الجوائز التقديرية
- الطالب المثالي على جامعة الملك سعود لعام 1975-1976 م.
- الجوال المثالي على جامعة الملك سعود لعام 1974-1975 م.